# Campeonato Acreano 1997
In 1997 werd het 68ste Campeonato Acreano gespeeld voor clubs uit de Braziliaanse staat Acre. De competitie werd georganiseerd door de Federação de Futebol do Estado do Acre en werd gespeeld van 17 juni tot 24 augustus. Rio Branco werd kampioen. 

## Eerste toernooi
| Plaats | Club          | Wed. | W | G | V | Saldo | Ptn. |
| ------ | ------------- | ---- | - | - | - | ----- | ---- |
| 1.     | Independência | 5    | 3 | 2 | 0 | 18:4  | 11   |
| 2.     | Rio Branco    | 5    | 3 | 2 | 0 | 17:4  | 11   |
| 3.     | Atlético      | 5    | 3 | 1 | 1 | 14:10 | 10   |
| 4.     | Vasco da Gama | 5    | 2 | 1 | 2 | 4:8   | 7    |
| 5.     | ADESG         | 5    | 1 | 0 | 4 | 5:8   | 3    |
| 6.     | Andirá        | 5    | 0 | 0 | 5 | 1:25  | 0    |

|  | Geplaatst voor finale |

## Tweede toernooi
| Plaats | Club          | Wed. | W | G | V | Saldo | Ptn. |
| ------ | ------------- | ---- | - | - | - | ----- | ---- |
| 1.     | Rio Branco    | 5    | 4 | 0 | 1 | 20:3  | 12   |
| 2.     | Independência | 5    | 4 | 0 | 1 | 19:4  | 12   |
| 3.     | Vasco da Gama | 5    | 3 | 1 | 1 | 10:4  | 10   |
| 4.     | ADESG         | 5    | 1 | 1 | 3 | 9:11  | 4    |
| 5.     | Andirá        | 5    | 1 | 0 | 4 | 6:23  | 3    |
| 6.     | Atlético      | 5    | 0 | 2 | 3 | 5:24  | 2    |

|  | Geplaatst voor finale |

## Finale
|                  |            |       |               |  |
| 19 augustus Heen | Rio Branco | 1 – 0 | Independência |  |
| 19 augustus Heen |            |       |               |  |

|                   |               |       |            |  |
| 24 augustus Terug | Independência | 1 – 3 | Rio Branco |  |
| 24 augustus Terug |               |       |            |  |

### Kampioen
| Campeonato Acreano de 1997      |
| Acre                            |
| ------------------------------- |
| RIO BRANCO Kampioen (33° titel) |